# Dickpic
Een dickpic (ontleend aan het Engelse dick pic), piemelfoto of penisplaatje is een foto van een menselijke penis. De term wordt doorgaans gebruikt binnen de context van het digitaal versturen van een dergelijke afbeelding via een privéchat.

## Benaming
Dickpic is de Nederlandse schrijfwijze van het Engelse dick pic, waarbij dick slang is voor penis, en pic een afkorting is van het woord picture. Het Engelse dick pic zou geïntroduceerd zijn in 1993, in de discussiegroep alt.politics.homosexuality op Usenet. In die context verwees het al naar een afbeelding van het mannelijk lid, die ongewenst was ontvangen. Een gangbare term voor een dergelijke afbeelding was er in het Nederlands op dat moment nog niet. Het woord piemelfoto werd pas in 2003 voor het eerst in de Nederlandse gedrukte media gebruikt. Het betrof toen niet een foto van enkel een geslachtsdeel. Een supporter van voetbalclub ADO Den Haag had zich met ontbloot geslacht op de gevoelige plaat laten vastleggen samen met de niets vermoedende ernaast staande Haagse burgemeester Wim Deetman. Het woord dickpic, waarmee specifiek een afbeelding van een penis – al dan niet met scrotum – wordt bedoeld, debuteerde in de Nederlandse media in 2004. Sinds 2019 staat het woord dickpic in de Dikke Van Dale.

## Beweegredenen
Een persoon die digitaal een afbeelding van zijn geslachtsdeel verstuurt, kan daarvoor diverse beweegredenen hebben. Het kan deel zijn van sexting en kan dan, met wederzijds goedvinden, bijdragen aan het verhogen van wederzijdse seksuele verlangens.

## Ongewenste versturing

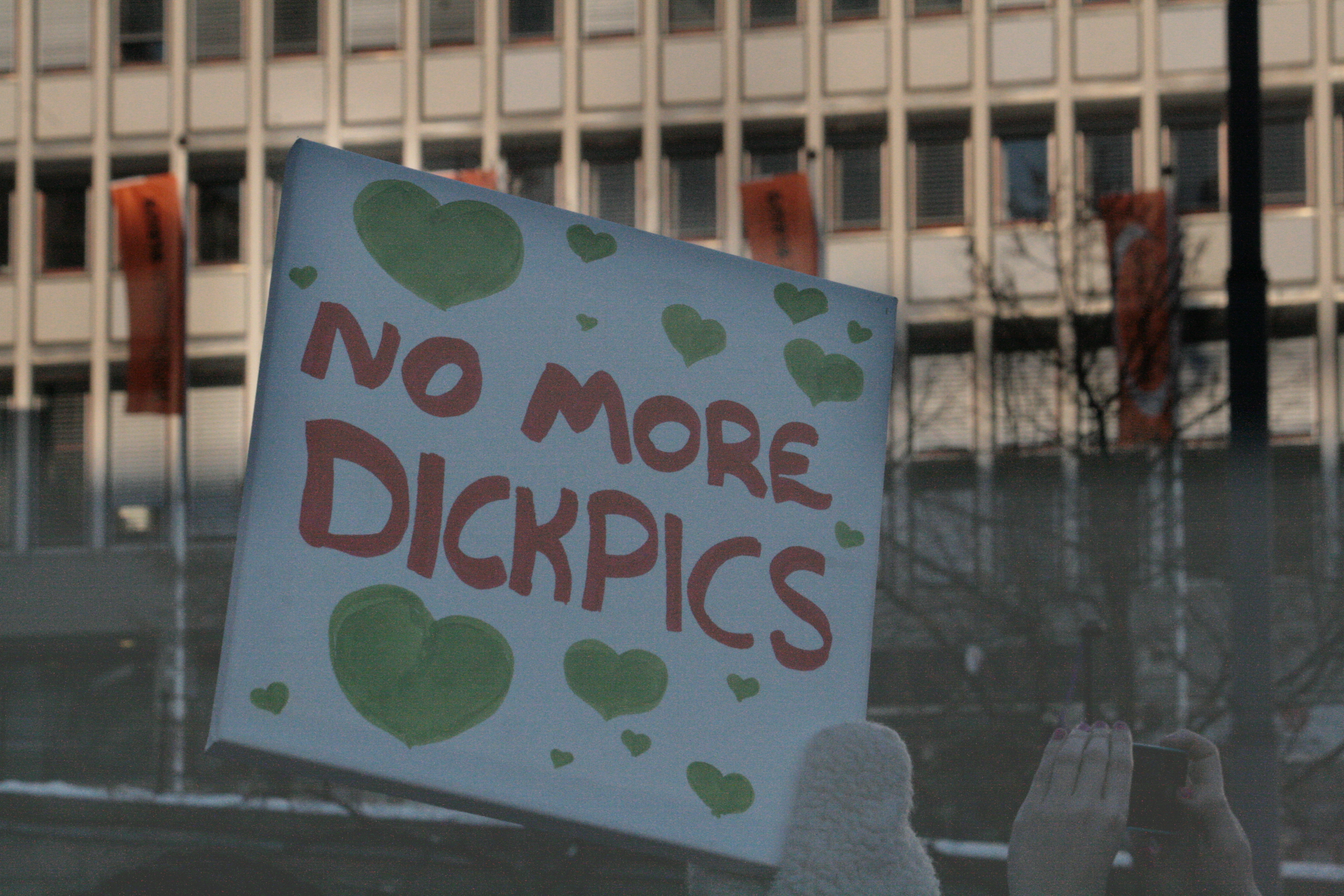
Protestbord bij de vrouwenmars van 2018 in Oslo

Gebeurt het ongevraagd en ongewenst, dan kan het gezien worden als een vorm van cyberflashing. Het kan dan verband houden met een probleem met de eigen mannelijkheid: het ongevraagd versturen van dergelijke foto's zou een uiting zijn van machtsvertoon en het moedwillig overschrijden van grenzen. Een studie gepubliceerd in de Journal of Sex Research in 2019 toont aan dat de afzenders van ongevraagde dickpics narcistische persoonlijkheidskenmerken hebben. Door opzettelijk grenzen te overschrijden probeert de verzender zijn moed en dominantie te uiten, hoewel hij zich bewust is van het negatieve bijeffect ervan. Afwijzing en kritiek van de kant van de ontvanger leiden meestal tot extreem beledigend en agressief gedrag, aangezien de ontvanger het machtsverschil compenseert met een kritische reactie en zo de afzender niet bevestigt in zijn mannelijkheid. De negatieve reacties van de ontvangende partij (veelal omschreven als woede, verontwaardiging en walging) zijn niet noodzakelijk ingegeven door de foto van de penis of de penis zelf, maar doordat zij die foto ongevraagd ontvangen.
Volgens onderzoekers zijn mannen om evolutionaire redenen geneigd de seksuele belangstelling van het andere geslacht in hen te overschatten, terwijl vrouwen de seksuele belangstelling van mannen in hen juist eerder onderschatten. Door die overschatting, de zogenoemde sexual overperception-bias, hopen mannen dat vrouwen seksueel opgewonden raken van hun dickpic en een soortgelijke foto zullen terugsturen.

### Gevolgen voor afzender
Aan het maken en versturen van een dergelijke afbeelding kleven risico's. Wie ongewenst een dergelijke afbeelding verstuurt, kan bij aangifte van seksuele intimidatie door de ontvanger juridische gevolgen ondervinden. De afbeelding kan ook een eigen leven gaan leiden en op onverwachte plekken opduiken. Zo wijdde de Amerikaanse kunstenares Whitney Bell een fototentoonstelling aan de piemelplaatjes die zij door de jaren heen had ontvangen. Ook kan een onschuldig bedoelde afbeelding nadelige gevolgen hebben. Zo werd Jeff Bezos in 2019 gechanteerd met voor zijn minnares bedoelde afbeeldingen afkomstig van zijn gehackte telefoon.

### In de media
Door het veelbekeken consumentenprogramma BOOS: This is The Voice in januari 2022 kwam in Nederland begin 2022 het ongewenst ontvangen van dergelijke afbeeldingen volop in de belangstelling te staan. Een maand later volgde het ontslag van Marc Overmars als directeur voetbalzaken bij Ajax door vergelijkbare aantijgingen, waaronder het sturen van dickpics.

### Juridisch
In Nederland is het ongewenst versturen van een dickpic een zedendelict volgens Artikel 240 lid 2 van het Wetboek van Strafrecht, aangenomen dat die aanstotelijk voor de eerbaarheid wordt geacht. In 2018 werd in Nederland een man voor het digitaal versturen van dickpics door de rechtbank veroordeeld tot een werkstraf van tachtig uur, waarvan de helft voorwaardelijk, en het betalen van een schadevergoeding van 372 euro aan het slachtoffer. In Nederland staat op het ongevraagd versturen van een dickpic tot twee maanden gevangenisstraf of een boete tot 9.000 euro.
Naar Belgisch strafrecht kunnen ongewenste dickpics een vorm van elektronische belaging uitmaken. Dit misdrijf vereist in principe geen herhaling.
Ook in Duitsland is het ongevraagd versturen een strafbaar feit, en wel volgens § 184 (ongeoorloofde verspreiding van pornografisch materiaal) van het Wetboek van Strafrecht. De handeling kan worden bestraft met een gevangenisstraf van maximaal een jaar of een boete.
In de Amerikaanse staat Texas riskeert de afzender van een ongevraagde dickpic een boete van 500 Amerikaanse dollar.

## Onderzoeken
In een onderzoek van YouGov uit 2017 werden 2.121 vrouwen en 1.738 mannen tussen 18 en 36 jaar gevraagd naar dickpics. 46% van de vrouwen verklaarde dat ze al eens een dergelijke foto hadden ontvangen, waarvan 89% ongevraagd. Van de mannen gaf 30% aan dat zij wel eens door een vrouw waren gevraagd om hun een dickpic toe te sturen, en 22% van de mannen zei er ooit een te hebben gestuurd. Van alle mannen die ooit een piemelplaatje stuurden, gaf 21% aan dat ze dit ongevraagd deden.
In een Amerikaans onderzoek van Marcotte et al. uit 2020 werden 2.045 vrouwen en 298 bi- en homoseksuele mannen gevraagd naar het ontvangen van ongevraagde piemelfoto's en hun ervaringen daarmee. Van degenen die ooit een dickpic hadden ontvangen (49,6% van de vrouwen en 80,5% van de mannen), had ruim 90% ook ooit een ongevraagde dickpic ontvangen. Vrouwen, ongeacht hun seksuele oriëntatie, reageerden overwegend negatief en gaven onder andere aan walging (50%) en zich niet gerespecteerd te voelen (46%). Slechts 26% van de vrouwen gaf aan positief te reageren op ongevraagde dickpics. 7,6% van de vrouwen (7,5% voor heteroseksuele en 11,9% voor biseksuele vrouwen) gaf aan seksuele opwinding te ervaren. Van de mannen gaf 71% aan positief te reageren op ongevraagde piemelfoto's. Vermaakt (44%) en nieuwsgierig (40,6%) waren hier de meest gekozen opties, 33,6% gaf aan seksuele opwinding te ervaren. 25% van de mannen gaf aan wél negatief te reageren op ongevraagde dickpics. Uit dit onderzoek bleek ook dat jongere vrouwen en vrouwen die vaker ongewenste avances van mannen hadden meegemaakt, vaker negatief reageerden op dickpics.